# Serra do Caraça

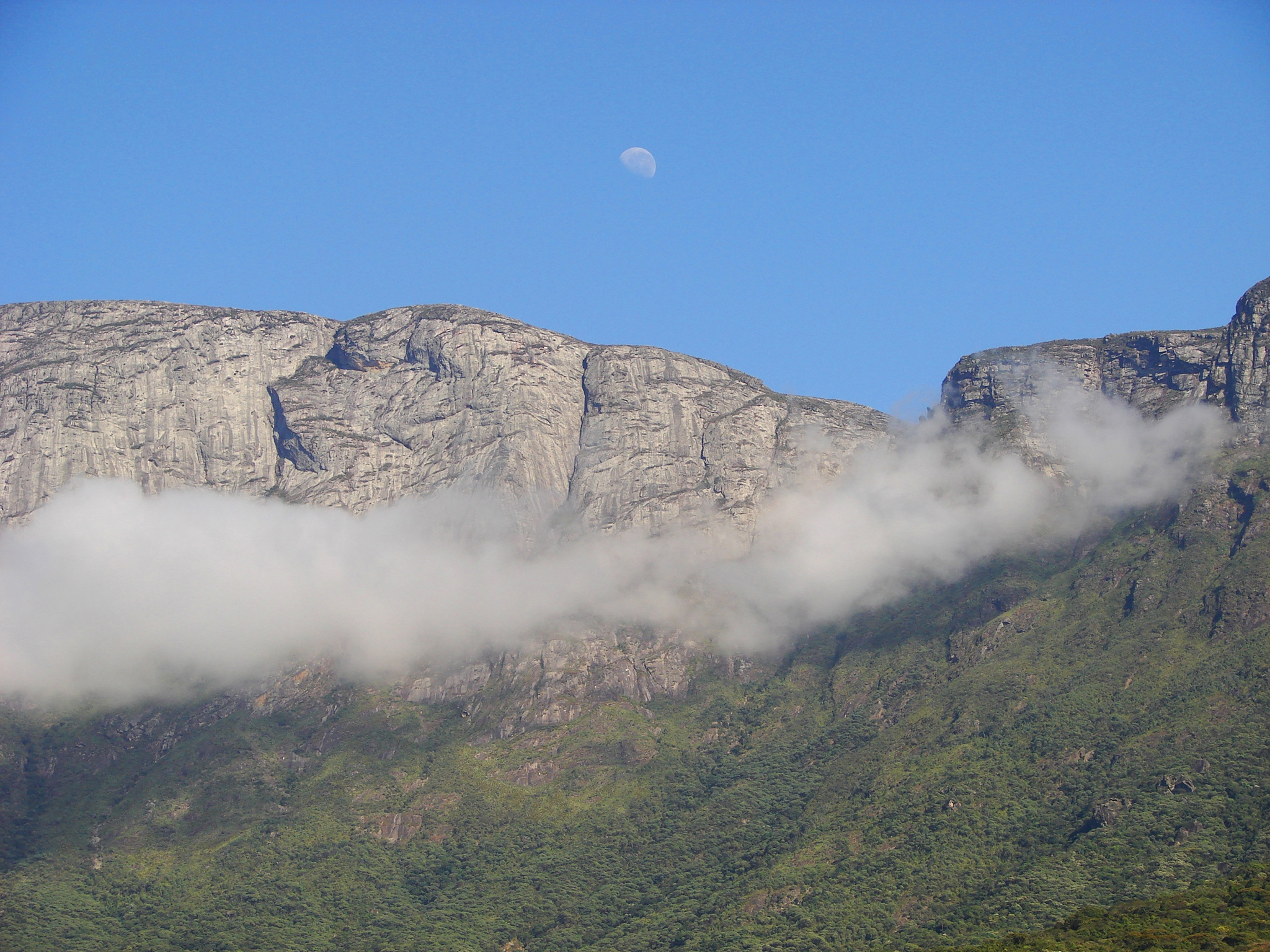
Formações rochosas da Serra do Caraça

A serra do Caraça é um trecho da serra do Espinhaço localizado nos municípios de Catas Altas e Santa Bárbara, sendo o Santuário do Caraça patrimônio de Catas Altas, no estado de Minas Gerais, Brasil. Também dá nome ao antigo Colégio Caraça, onde importantes personalidades da história brasileira estudaram. Hoje, o ainda conhecido por Parque Natural do Caraça ou Complexo Santuário do Caraça é uma Reserva Particular do Patrimônio Natural (RPPN), que abrange toda a região.
O nome oficial do complexo é o Santuário de Nossa Senhora Mãe dos Homens, mas o Caraça tem esse apelido devido à forma que tem parte da serra, que lembra o rosto de um gigante deitado. A serra forma imenso anfiteatro alongado, com os três picos do morro da Trindade, o da Conceição; ao sul, as serras da Olaria e da Canjerana, a Serra do Inficionado, o morro do Sol, a serra do Carapuça. Anfiteatro de quatro quilômetros de largura, terreno em leves ondulações florestadas. As águas da bacia descem em belas cascatas das montanhas, como Cascatinha, Cascatona e Bocaina. Tais cascatas se abastecem dos ribeirão do Caraça,  águas intensamente ferruginosas. No Caraça há dois lagos, o Tanque Grande, rodeado de bosques, e o Tanque São Luís.
O disco de Milton Nascimento, Missa dos Quilombos, foi gravado ao vivo, em março de 1982, nas dependências da Igreja Nossa Senhora Mãe dos Homens.

## História da Serra do Caraça

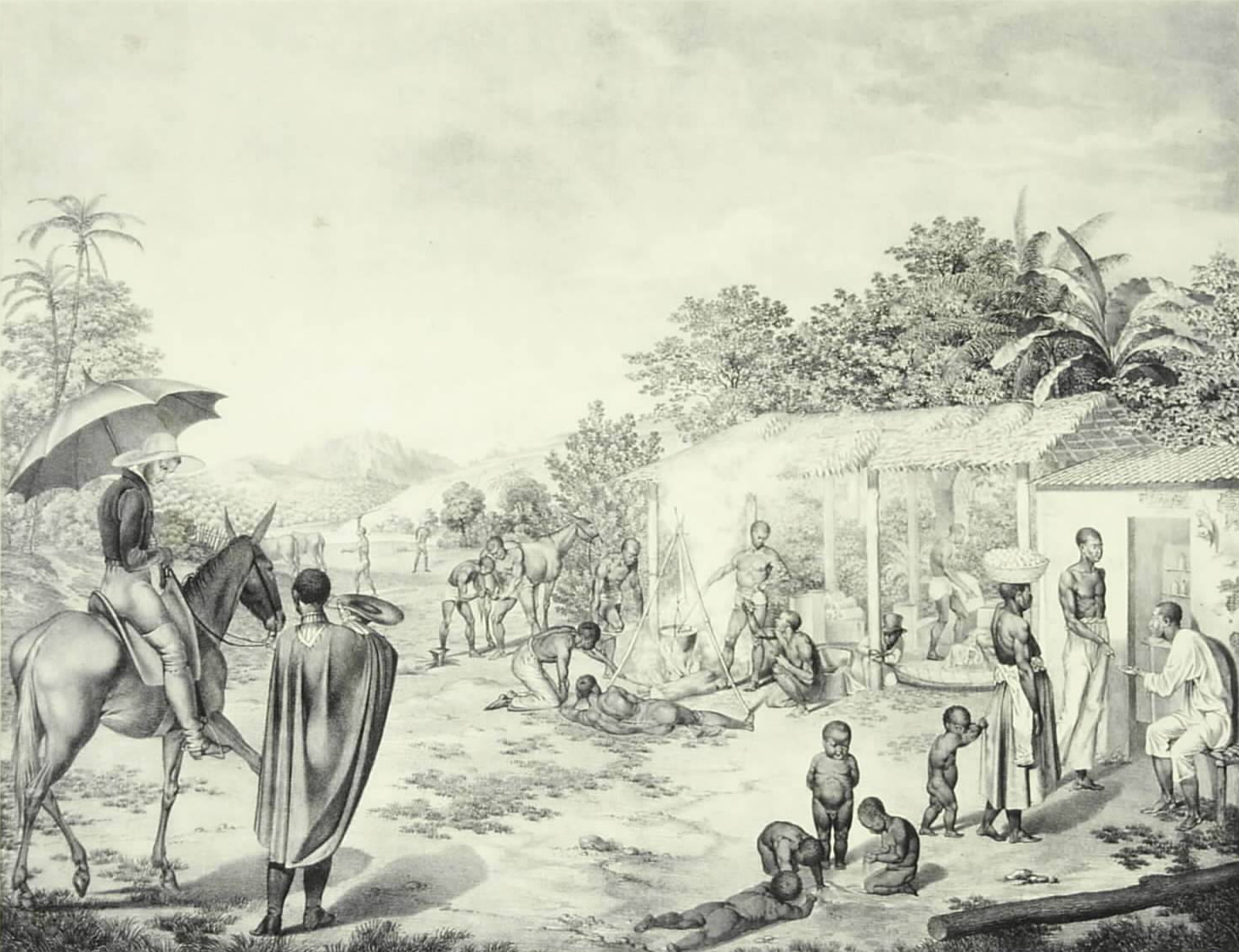
Rancho ao pé da Serra do Caraça, ilustração do começo do século XIX

Os primeiros registros sobre a serra do Caraça datam de 1700. Neste ano, a serra foi concedida em sesmaria ao Padre Filipe de Siqueira Távora, e aos mineiros Domingos Borges e a Antônio Bueno e Francisco Bueno que, com seus outros irmãos, vieram minerar ouro em suas encostas.

### A Ermida do Caraça
Na segunda metade do século XVIII, um misterioso personagem, conhecido como Irmão Lourenço de Nossa Senhora, instalou-se na serra, tendo como objetivo a fundação de um eremitério, visando o fortalecimento da vida religiosa no interior da capitania.
Supõe-se que o misterioso religioso, irmão leigo da Ordem Terceira de São Francisco da Penitência, fosse um refugiado político português ligado à famosa "Revolta dos Távoras", tentativa de assassinato do rei D. José I de Portugal, reprimida a ferro e fogo pelo Ministro Sebastião José de Carvalho e Melo, o célebre Marquês de Pombal.
No seu testamento, Irmão Lourenço se declara natural de onde os Távora tinha um morgadio São João da Pesqueira e seu simbolismo é evidente: Caraça, segundo dicionários antigos português, significa uma sacada onde pessoas foram queimadas e o nome Lourenço é de um santo que morreu na fogueira.
O certo é que em pouco tempo, Irmão Lourenço conseguiu, não sem a ajuda do governo colonial, edificar um monastério e uma igreja em estilo barroco, concluída em 1779, bem como reunir em torno de si uma comunidade religiosa que chegou a contar com 12 eremitas. Desde então o Caraça tornou-se lugar de peregrinação. Irmão Lourenço morre em 1819, deixando sua fundação em herança ao rei Dom João VI.

### O Colégio do Caraça

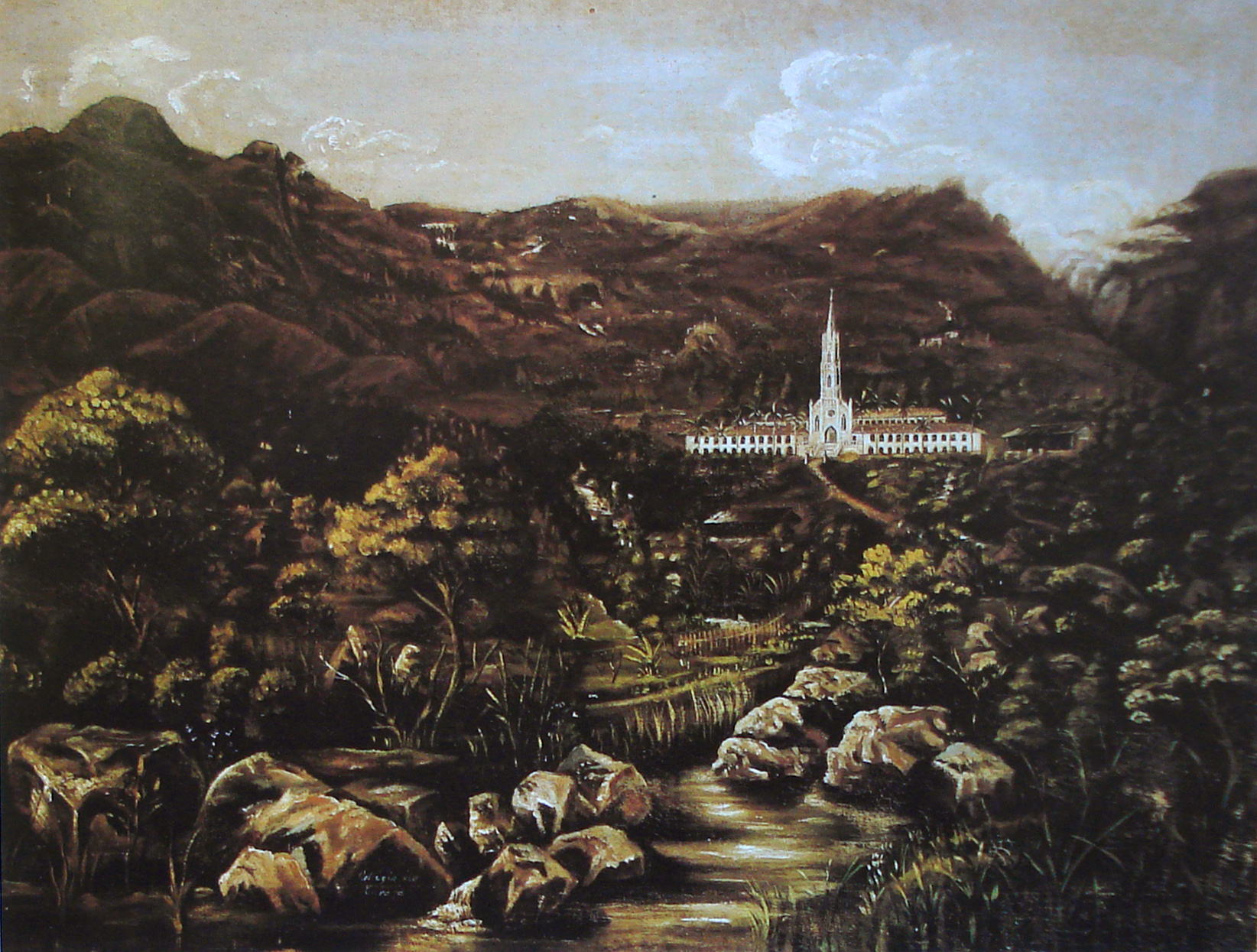
Vista do Colégio do Caraça no século XIX, pintura do Museu da Inconfidência

D. João VI entregou as terras e o eremitério à Congregação da Missão (padres lazaristas), cujos primeiros membros - Padres Leandro Rebelo Peixoto e Castro e Antônio Ferreira Viçoso - chegaram ao Brasil em 1820. De imediato, os padres transformam o eremitério em Colégio.
Aqui começa a época de glória da serra do Caraça. O colégio se caracterizou por sua seriedade e disciplina. Com períodos de pleno desenvolvimento, mas igualmente com fases de decadência, tornou-se referência do ensino para a elite de todo o Brasil. Dois futuros presidentes da república aí fazem seus estudos - Afonso Pena e Artur Bernardes - e outros tantos ex-alunos se tornaram governadores de estado, senadores e deputados, altas autoridades eclesiásticas.
No século XIX, o colégio foi visitado pelos Imperadores Dom Pedro I e Dom Pedro II, cujas impressões ainda podem ser vistas no Museu do Colégio ou ainda na Biblioteca.
Na segunda metade do século XIX, a velha Igreja do Irmão Lourenço, que se tornara demasiado pequena para o número de alunos do Colégio é substituída por outra, mais ampla, em estilo neogótico. Nela se pode contemplar a gigantesca e magnífica tela com o tema da "Última Ceia" do pintor mineiro Mestre Manuel da Costa Ataíde. Aí se encontram igualmente o corpo embalsamado de São Pio Mártir, um soldado romano martirizado, belos vitrais de procedência francesa e o órgão de tubos instalado pelo padre Luís Boavida, marceneiro e músico.
O colégio funcionou até 1968, quando um incêndio destruiu parte das instalações destinadas aos alunos. Tal sinistro destruiu igualmente parte do precioso acervo da biblioteca.

## Parque Natural do Caraça

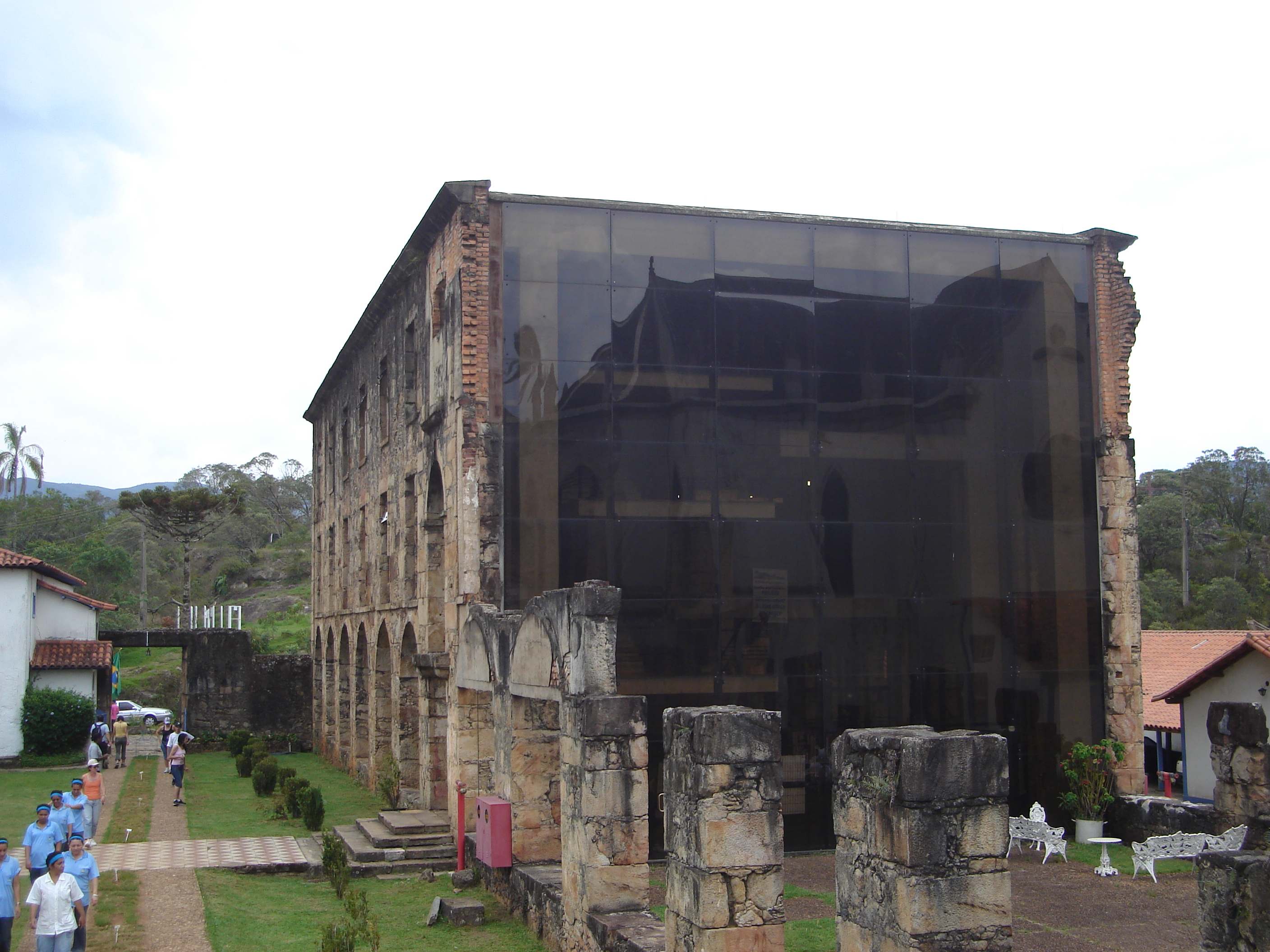
Museu do Caraça (antigo seminário)

Por volta de 1978, a Congregação da Missão assinou um convênio com a Fundação Brasileira de Conservação da Natureza e, em 1982, com o Instituto Brasileiro de Desenvolvimento de Florestas (atual Ibama), quando o território pertencente ao antigo colégio recebeu a designação de Parque natural. Esse acordo, entretanto, durou apenas cerca de cinco anos, retornando à responsabilidade de seus proprietários.
Este território foi transformado em Reserva Particular do Patrimônio Natural através do Decreto 98.914, de 31 de janeiro de 1990, e atrai pesquisadores de todo país dada a surpreendente variedade de vida animal e vegetal da região.
O atual parque compreende uma área de 11.233 hectares onde convivem os ecossistemas da Mata Atlântica e do Cerrado, caracterizando-se como uma área de transição. 57% (5.845 hectares) da RPPN está localizada no município de Catas Altas e 43% (4.343 hectares) em Santa Bárbara.

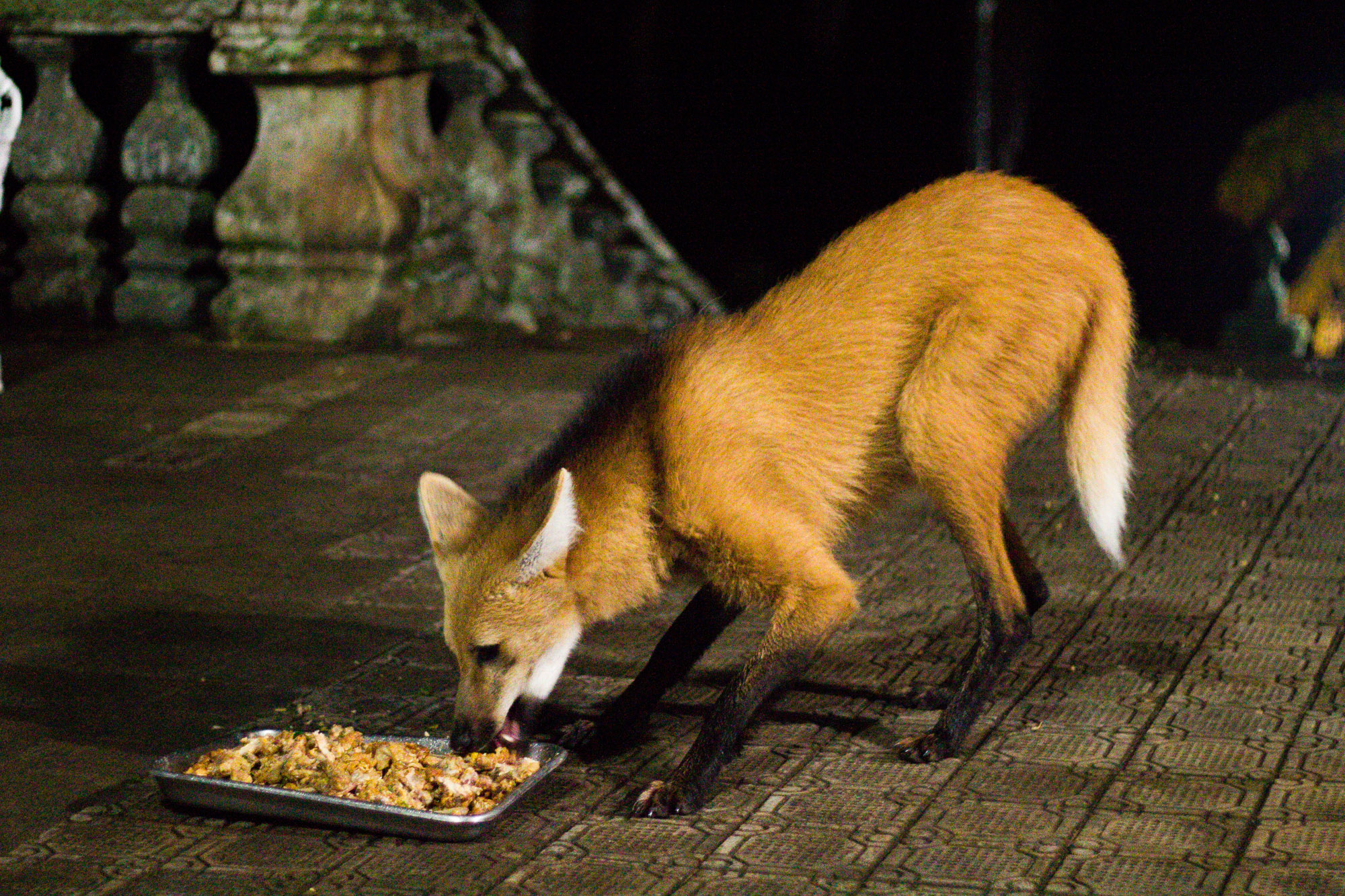
Lobo-guará no adro da igreja

A sua altitude varia entre os 720 e os 2.070 metros acima do nível do mar, com destaque para o chamado pico do Sol, considerado como ponto mais alto da região e da serra do Espinhaço. Segundo alguns geólogos, a serra do Caraça apresenta a mais antiga superfície de aplainamento não fossilizado do país.
Entre as espécies estudadas no parque, foram identificadas mais de duzentas espécies de orquídeas, além de exemplares de candeias, macaúba, angico, ipê-amarelo, entre outros. Essa diversidade vegetal provê suporte a uma fauna também variada, onde convivem pelo menos 274 espécies de aves (beija-flores,seriemas, tucano-de-peito-amarelo e outras) e 65 espécies de mamíferos como saguis, sauás, quatis, suçuaranas, raposas, antas, pacas, o tamanduá-mirim e o lobo-guará, entre outros. O Instituto Butantã catalogou mais de 50 espécies de aranhas.  Vários tipos de besouros que compõem 500 espécies, 200 das quais nativas ou encontradas no Caraça pela primeira vez.
Entre as atrações do Parque destacam-se ainda quedas d'água, rios, lagos e grutas, acedidas por trilhas. As dependências mais antigas do Santuário do Caraça comportam atualmente agradável hospedaria.

## Atrações
- Pico do Inficionado:

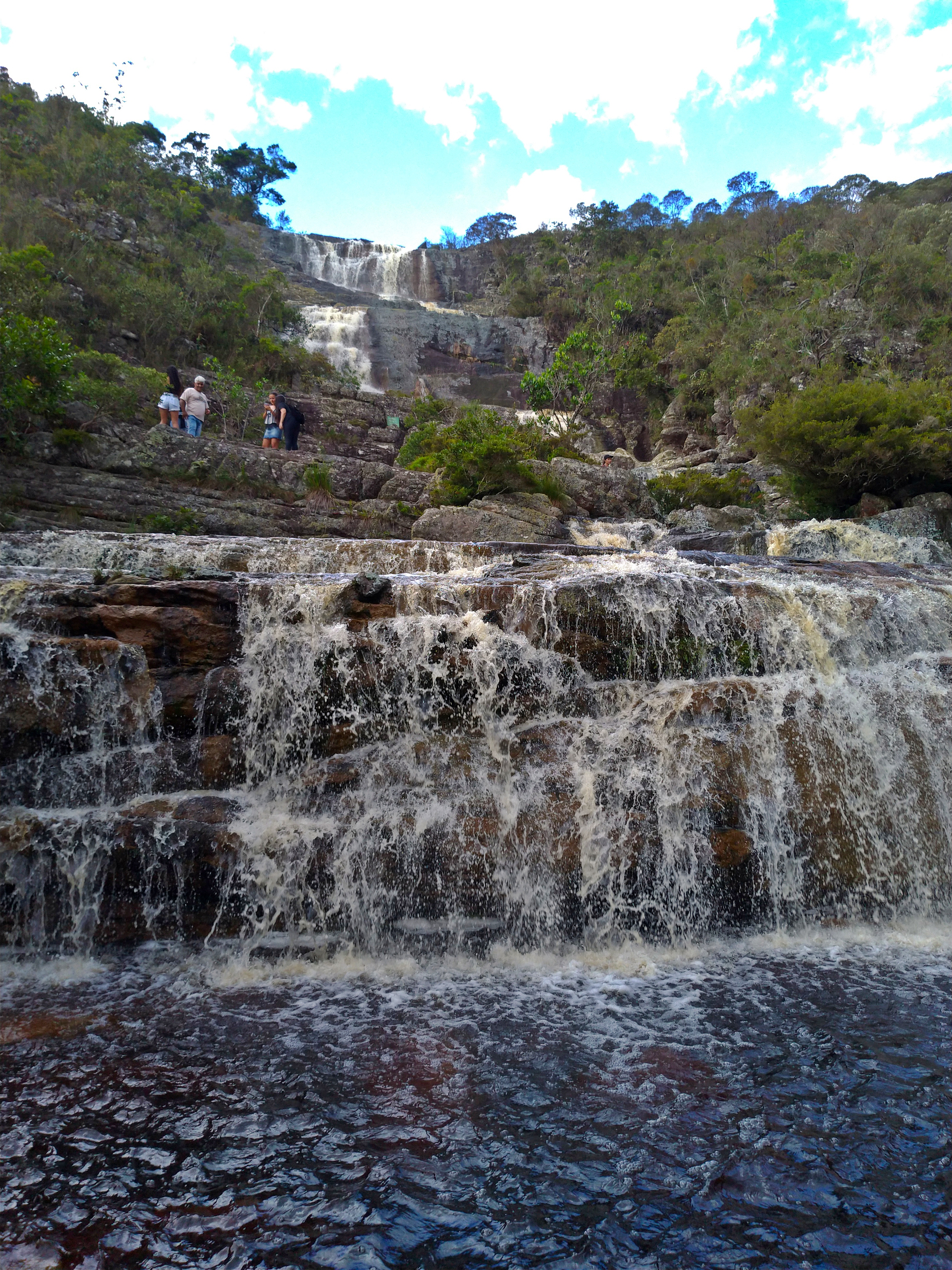
Degraus da Cascatinha

Essa caminhada exige um pouco de condicionamento físico, pois são 9,5 km de caminhada entre pedregulhos e subidas fortes. O cume fica a 2.068 m de altitude e oferece uma linda vista da região. 
- Pico do Sol:

Essa trilha também exige bom preparo físico. São 10 km só de ida até o ponto mais alto do Pico do Sol. A altitude alcança 2.072 m. Do alto pode se ver boa parte da Serra do Espinhaço. Nesse passeio pode-se observar a junção da Mata Atlântica e do Cerrado. 
- Cascatona:

São 6 km de caminhada até a Cascatona. Essa cachoeira tem 70 m de altura e termina numa piscina natural ideal para banho. 
- Cascatinha:

A Cascatinha fica a , aproximadamente, 2 km da Igreja do Parque e é um dos lugares prediletos dos visitantes para banho. São várias quedas formando piscinas naturais de extrema beleza. 
- Gruta do Centenário:

A Gruta do Centenário, inserida no pico do Inficionado, é a maior gruta do mundo de quartzito. As galerias formam uma rede labiríntica quadrática, que atinge uma profundidade de 481 metros de desnível e 3.790 metros de projeção horizontal (4.700 metros de desenvolvimento linear). O acesso às galerias por visitantes deve ser acompanhado por um guia experiente em exploração da gruta.